# Метсакалмисту
Метсакалмисту  (эст. Metsakalmistu), также Метсакальмисту и Лесное кладбище — кладбище в Таллине, где захоронены крупнейшие писатели, художники, скульпторы, архитекторы и политические деятели страны. Расположено в микрорайоне Клоостриметса (улица Клоостриметса 36). Общая площадь — 48,3 га. Внесено в Регистр памятников культуры Эстонии как памятник истории.

## История
Кладбище Метсакальмисту было основано по решению городских властей в 1933 году, церемония открытия состоялась в 1939 году.
Первоначально площадь кладбища составляла 24,2 га, но позднее оно было расширено и в настоящее время занимает 48,3 га.
Метсакальмисту — кладбище естественного вида, и требования к его оформлению предполагают запрет на установку мемориалов и могильных оград. Первоначально требованием к мемориальной плите был размер 80 на 60 см, но позднее стандарт длины камня увеличили до 1,5 м.
В 1936 году на кладбище была возведена часовня по проекту архитектора Герберта Йохансона. Сгоревшая от поджога, часовня была восстановлена в 1996 году при поддержке городских властей. Внесена в Регистр памятников культуры Эстонии как памятник архитектуры.
В 2006 году на кладбище был возведён колумбарий.

## Захоронения
См. категорию Похороненные на Лесном кладбище Таллина
Первым на кладбище Метсакальмисту был захоронен в 1933 году писатель и драматург Эдуард Вильде.
На кладбище выделены территории национальному Театральному и Спортивному союзу, союзам композиторов, писателей, художников, журналистов, врачей, архитекторов, обществу «Memento», ветеранам Эстонской освободительной и Советско-финляндской войн, учёным и пр..
На кладбище Метсакальмисту похоронены:
- Аав, Эвальд (1900—1939) — эстонский композитор.
- Адамсон, Роберт Эдуардович — советский эстонский педагог и директор школы, Герой Социалистического Труда.
- Алендер, Урмас (1953—1994) — эстонский рок-певец.
- Алле, Аугуст (1890—1952) — эстонский писатель.
- Аллик, Хендрик (1901—1989) — партийный деятель.
- Ардер, Александр (1894—1966) — эстонский певец.
- Арен, Рейно (1927—1990) — эстонский актёр.
- Арро, Эдгар (1911—1978) — эстонский композитор.
- Ассон, Эмма (1889—1965) — эстонский политик. Первая женщина, избранная в парламент Эстонии.
- Бах, Айно (1901—1980) — график. Народный художник Эстонской ССР.
- Баскин, Эйно (1929—2015) — эстонский актёр.
- Борквелл, Альберт (1890—1963) — математик.
- Борнхёэ, Эдуард (1862—1923) — эстонский писатель.
- Валгемяэ, Имби Карловна — актриса.
- Валгре, Раймонд — композитор.
- Варма, Александер — Президент Эстонской Республики в изгнании (1963—1970).
- Ведро, Адольф (1890—1944) — композитор.
- Вийрес, Антс (1918—2015) — этнолог.
- Владовский, Александр Игнатьевич — архитектор.
- Врайт, Сильви (1951—2013) — советская и эстонская певица.
- Гурьев, Виктор Иосифович (1914—1985) — певец.
- Карл Бурман — архитектор
- Йоала, Яак Арнович (1950—2014) — эстрадный певец.
- Кальюсте, Хейно (1925—1989) — хоровой дирижёр.
- Капп, Эуген Артурович (1908—1996) — эстонский композитор.
- Каротамм, Николай Георгиевич (1901—1969) — партийный деятель.
- Керес, Пауль Петрович (1916—1975) — шахматист, гроссмейстер.
- Кинт, Тынис (1896—1991) — Президент Эстонской Республики в изгнании (1970—1990).
- Кийск, Кальё Карлович (1925—2007) — эстонский актёр.
- Койдула, Лидия (1843—1886) — поэтесса.
- Коник, Константин (1873—1936) — эстонский хирург, политик.
- Коткас, Йоханнес Йоханнесович (1915—1998) — спортсмен.
- Крумм, Хендрик Арсеньевич (1934—1989) — оперный певец.
- Кулль, Раймонд (1882—1942) — эстонский дирижёр.
- Кумм, Борис Гансович (1897—1958) — генерал-майор.
- Куузик, Тийт (1911—1990) — оперный певец.
- Кырвер, Борис Вольдемарович (1917—1994) — композитор.
- Кэбин, Йоханнес Густавович (1905—1999) — партийный деятель.
- Лауристин, Ольга Антоновна (1903—2005) — революционерка.
- Леберехт, Ганс Фридрихович (1910—1960) — писатель.
- Лемба, Артур Густавович (1885—1963) — композитор.
- Луйк, Сулев (1954—1997) — актёр.
- Лукк, Бруно (1909—1991) — музыкант, пианист.
- Мери, Леннарт — второй президент Эстонии (1992—2001).
- Микивер, Микк Арнольдович — народный артист СССР.
- Микко, Лепо Ягович — народный художник Эстонской ССР.
- Отс, Георг Карлович — певец, народный артист СССР.
- Пансо, Вольдемар Хансович — народный артист СССР.
- Рут Пераметс – Заслуженная артистка Эстонской ССР.
- Промет, Лилли (1922—2007) — заслуженный писатель ЭССР.
- Пусэп, Эндель Карлович — советский лётчик и государственный деятель.[8]
- Пятс, Константин — первый президент Эстонии (1938—1940).[9]
- Валдеко Ратассепп (1912—1977) — народный артист Эстонской ССР.
- Юхан Смуул (1922—1971) — эстонский советский писатель.
- Таммсааре, Антон Хансен — писатель.
- Ульфсак, Лембит Юханович (1947—2017) — советский и эстонский актёр театра и кино, кинорежиссёр. Народный артист Эстонской ССР.
- Хаас, Вольдемар Михкелевич (1898—1982) — эстонский и советский театральный художник. Народный художник Эстонской ССР. Лауреат Сталинской премии в области литературы и искусства (1951).
- Хагус, Вернер Александрович (1909—1988) — артист балета. Заслуженный артист Эстонской ССР .
- Хансен, Лийзу Офелия (1937—1968) — эстонская пловчиха.
- Хелемяэ, Карл (1930—1986) — писатель, заслуженный журналист Эстонской ССР.
- Хинт, Йоханнес — изобретатель.
- Эллер, Хейно Янович (1887—1970) — эстонский компизитор.
- Эрнесакс, Густав Густавович (1908—1993) — эстонский дирижёр.
- Эскола, Антс (1908—1989) — эстонский актёр.
- Якобсон, Аугуст Михкелевич (1904—1963) — эстонский писатель.
- Ярвет, Юри Евгеньевич (1919—1995) — народный артист СССР.